# An-Najrab
An-Najrab (arab. النيرب) – miejscowość w Syrii, w muhafazie Idlib. W 2004 roku liczyła 3675 mieszkańców.